# Valentín Carrera
Valentín Carrera González (Ponferrada, El Bierzo, León, 22 de marzo de 1958) es un escritor, periodista, editor, bloguero, autor de libros de viajes y de ensayos.
Trabaja desde 1971 en prensa, radio y televisión. Fue cronista de la primera expedición española a la Antártida y dirigió las series Os viaxeiros da luz y Linatakalam, patrocinada por la Alianza de Civilizaciones, entre otras.

## Biografía
Es doctor en bellas artes por la Universidad de Salamanca (1998) y licenciado en filosofía y ciencias de la educación por la Universidad de Santiago (1981). Dio sus primeros pasos en el periodismo en el ya desaparecido semanario berciano Aquiana (1971) y en el Diario de León. También fue corresponsal de La Región y La Vanguardia en Santiago de Compostela, redactor de La Voz de Galicia y colaborador en Viajar, SER, COPE, El País, etc. En televisión ha dirigido más de ochenta documentales, series y programas, destacando Os viaxeiros da luz, As viaxeiras da lúa, Doa a doa, emitidas por Televisión de Galicia (TVG); Hanan, emitida por Televisión Española (TVE) y la Sociedad Nacional de Radiodifusión y de Televisión de Marruecos (SNRT).
En 2006 dirigió la coproducción internacional Linatakalam, primera serie mundial patrocinada por la Alianza de Civilizaciones, sobre el diálogo en el Mediterráneo, rodada en Egipto, Turquía, Italia, Túnez, España y Marruecos, con versiones en castellano, gallego, árabe, francés, inglés, valenciano e italiano; emitida por TVE, Localia, Canal Nou, SNRT, entre otros.
Ha viajado como periodista desde Japón a la Antártida, donde fue cronista para la Agencia EFE, Axencia Galega de Noticias y El País de la primera expedición científica a la Antártida (1986-87), que relata en el libro Viaje a los mares de la Antártida. Ha navegado por el Gran Sol (Riosil), el Nilo, el Danubio y el Amazonas, donde convivió durante algún tiempo en el poblado yagua de Brillonuevo. Ha escrito crónicas viajeras de Bretaña (Viaje al país de los druídas), Portugal (Viaje a Portulicia), Kenia, Perú y Egipto. Ha viajado a pie y a caballo Lisboa-Santiago, Orense-San Andrés de Teixido, Galicia, Escocia, la Brocelianda y el Camino de Santiago desde Roncesvalles (revista Viajar, 1984). De lo global a lo local, su pasión es su tierra natal, El Bierzo, que ha recorrido varias veces en globo, a pie, a caballo, en tren y en balsa.
Como emprendedor audiovisual, ha dirigido la empresa IBISA TV (1988-2010), ubicada en Santiago de Compostela. Fue presidente de la Asociación Galega de Productores Independientes (AGAPI), y miembro del Consello Social de la Universidad de Santiago (2006-2008).
Desde 2011, dirige la editorial Paradiso_Gutenberg y su sello digital eBooksBierzo, mientras analiza la actualidad política y parlamentaria en el blog Tornarratos, Radio Galega, Galicia Confidencial y El Semanal Digital. Además, en abril de 2014 lanzó, como editor, la colección Biblioteca Gil y Carrasco II Centenario 1815-2015, en honor al escritor berciano Enrique Gil y Carrasco, de la que también es director.

## Obra

### Narrativa
- Riosil (1990), Xerais, gallego, Premio Blanco Amor de Novela Longa.
- La puta mar (1997), Tórculo.

### Viajes
- Viaje al fin de los mundos (1987), Diputación de La Coruña, fotografía de Miguel Losada.
- El Viaje del Bierzo (1988), Ibisa, fotografías de Anxo Cabada.
- Viaje a los mares de la Antártida (1988), Ministerio de Agricultura y Pesca.
- Los caminos de la memoria (1995), Diputación de Pontevedra.
- Viaje interior a la provincia del Bierzo (2008), Ibisa, fotografías de Anxo Cabada.

### Periodismo y ensayo
- Robinson en El Bierzo (1991), Tórculo.
- Álbum del Bierzo (1994), Filmoteca de Castilla y León, en colaboración con Adelino Pérez.
- Álbum de Bembibre (1994), Lancia, en colaboración con Manuel Domínguez.
- Winocio y Pablo Testera (1998), Filmoteca de Castilla y León.
- Benavente y los valles (1999), Lucina.
- Necesidades de formación do audiovisual en Galicia (2002), Junta de Galicia, coautor.[6]
- Cluster do audiuovisual galego (2003) Soluziona.
- Municipales 2011 en Galicia: una radiografía periodística (2011), Lea, en colaboración con Yolanda del Campo.
- As eleccións xerais do 20N na rede (2011), Lea, en colaboración con Yolanda del Campo.
- eBook de San Román de Bembibre (2012), eBooksBierzo.
- Pescanova Crimen Perfecto (2013).

## Filmografía

### Series
- Os Viaxeiros da Luz (1991), TVG, 13 capítulos de 26 min., gallego y castellano.[7]
- O Sal da Terra: Historia do sindicalismo galego, (1999), TVG, UGT y CCOO, seis capítulos de 26 min., gallego y castellano, presentado por Uxía Blanco.[8]
- As Viaxeiras da Lúa (2003), TVG, 13 capítulos de 26 min.[9]
- Hanan. De Marrocos a Galicia (2005), TVG y SNRT, 6 capítulos de 26 min., gallego, francés y árabe.[10]
- Linatakalam, (2006), TVE, TVG y SNRT, 6 capítulos de 26 min., gallego, castellano, valenciano, francés, italiano y árabe.
- Doa a Doa (2007-2009), TVG, 70 episodios de 12 min., gallego.[11]
- O fío do retrato (2010), TVG, 13 capítulos x 26 min., gallego (productor; realización: Yolanda del Campo).[12]

### Largometrajes y documentales
- Bassir & Karpin (2006), TVG, 26 min.
- Scherezade en Galicia. As verbas de Nélida Piñón (2006), TVG, O Globo, 26 min.
- Los homeless invisibles (2007), TVG, 52 min., codirigida con Pablo Lorenzo.
- Viaje interior a la provincia del Bierzo (2009), 72 min., documental, TV Castilla y León.
- Guion de Templario (2011), adaptación libre de la novela histórica El Señor de Bembibre, de Enrique Gil y Carrasco.´[nota 1]

## Premios y distinciones
- Premio Nacional de Redacción (1971).
- Premio Tesauro a la serie de más audiencia por Os Viaxeiros da Luz (1991).
- Premio Blanco Amor de Novela Longa por la novela Riosil (1990).
- Premio Galicia de Comunicación, Junta de Galicia, (1991).
- Premio Francisco de Cossío de Periodismo, Junta de Castilla y León (1990).
- 2.º Premio Internacional IFHP, La Haya (1998).
- Premio Chano Piñeiro en producción multimedia (2001).
- Premio Mi retina, Festival de Cine de Ponferrada.[13] (2007)
- Aloitador de Honra, Rapa das Bestas de Sabucedo, Pontevedra (2011).
- Gran Maestre de Honor de la Asociación de Amigos de la Noche Templaria de Ponferrada (2013).